# Holy Molly
Holy Molly (nume la naștere Maria Alexandra Florea, n. 11 ianuarie 1996, București, România) este o cântăreață, compozitoare și actriță română. Și-a început cariera în 2010 ca Miss Mary, iar în 2019 s-a reinventat și a devenit Holy Molly. Născută în București, s-a remarcat în 2019 după succesul internațional al piesei „Ménage à trois”.

## Biografie

### Anii copilăriei. Primele activități muzicale (1996 — 2007)
Maria Alexandra Florea s-a născut pe 11 ianuarie 1996 în București, România. A început să cânte încă din copilărie, sub îndrumarea mamei sale, care și-a dorit să devină cântăreață. În 1999 a început să cânte în Corul de Copii Allegretto din București. La șapte ani, își întâlnește primul profesor de canto și începe să participe la concursuri de muzică în toată țara. Urmează apoi școala Gimnazială de Arte nr. 4 în București pentru cursuri de pian și chitară.

### Perioada «Miss Mary» (2008 — 2018)
La doisprezece ani, îl întâlnește pe Mihai Căciulă, care îi va deveni manager. Ea merge pentru prima dată într-un studio și înregistrează în 2010 melodia „You Don’t Love Me” sub pseudonimul Miss Mary. La scurt timp după aceea, ea semnează cu o casă de discuri locală numită Red Clover și lansează primul ei videoclip muzical pentru piesa „Open”. În 2016 începe să scrie cântece și devine o artistă independentă. În 2017 lansează „Shadows”, prima ei melodie internațională cu „It's Different”, urmată imediat de „Outlaw”. În această perioadă, a absolvit Universitatea Națională de Artă Teatrală și Cinematografică „Ion Luca Caragiale” din București, specialitatea actorie.

### Perioada «Holly Molly» (2019 — Prezent)
În 2019, după un an de încercări eșuate de a lucra cu oamenii și de a crea muzică, ea a lansat „Everybody’s Scared”, primul ei single ca Holy Molly. Următoarea melodie „Ménage À Trois”, o colaborare cu producătorul german Lizot, a devenit un hit în toată Europa de Vest, adunând peste 37 de milioane de stream-uri pe Spotify. Cea mai recentă colaborare a ei cu duoul franco-italian Shanguy se numește „C’est La Vie” și a fost lansată pe 6 august 2021.

## Discografie

### Single-uri
| Titlu                                       | Anul | Album                    |
| ------------------------------------------- | ---- | ------------------------ |
| Ménage À Trois (cu Lizot)                   | 2019 | Non-album single         |
| Everybody's Scared (cu Parah Dice)          | 2019 | Non-album single         |
| Back To Her (cu Lizot & Alex Parker)        | 2020 | Non-album single         |
| Alcohol                                     | 2020 | Non-album single         |
| Twinkle Twinkle                             | 2021 | Non-album single         |
| Talk Talk (cu Drenchill)                    | 2021 | Non-album single         |
| Gangster (cu Cosmo & Skoro)                 | 2021 | Non-album single         |
| C'est la vie (cu Shanguy)                   | 2021 | Non-album single         |
| Shot a friend                               | 2021 | Non-album single         |
| Bang Bang                                   | 2021 | Non-album single         |
| Plouă (cu Tata Vlad)                        | 2022 | Non-album single         |
| Douche                                      | 2022 | Non-album single         |
| Watch me                                    | 2022 | Non-album single         |
| Sunday Night (cu Lizot)                     | 2022 | Non-album single         |
| Pump It Up (cu Olivia Addams)               | 2022 | Non-album single         |
| Boys Oh Boys (cu Tribbs)                    | 2022 | Non-album single         |
| Fulgul (cu DJ Project)                      | 2023 | Non-album single         |
| Nopți în alb (cu Killa Fonic)               | 2023 | Osvaldo (Deluxe Edition) |
| One And Only (cu Lizot & Money For Nothing) | 2023 | Non-album single         |
| Facem cum vrei tu                           | 2023 | Non-album single         |
| 99 Problems (cu SWARMZ)                     | 2023 | Non-album single         |
| Cel mai eu (cu Andrei Ursu)                 | 2023 | Non-album single         |
| Girls Just Wanna Have Fun (cu Carine)       | 2023 | Non-album single         |
| Totul Meu (cu Adi Istrate)                  | 2023 | Non-album single         |
| Shake It (cu VAMERO)                        | 2023 | Non-album single         |
| Spune-mi (cu RAVA)                          | 2023 | Liliac (EP)              |
| Spune-mi                                    | 2023 | Liliac (EP)              |
| Orb Pe Mare                                 | 2023 | Liliac (EP)              |
| Jumatate                                    | 2023 | Liliac (EP)              |
| Atac de panica                              | 2023 | Liliac (EP)              |
| Freaks In Town                              | 2023 | Non-album single         |
| Pastila de somn                             | 2023 | Non-album single         |
| Favorite Song                               | 2024 | Non-album single         |
| Fericit (cu Zodier)                         | 2024 | Non-album single         |
| Lacrimi din stilou (cu Miss Mary)           | 2024 | Non-album single         |
| 12345678                                    | 2024 | Non-album single         |
| No Plan (Yo)                                | 2024 | Non-album single         |